# Reforma gregoriana

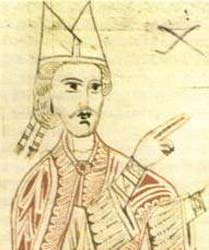
Papa Gregório VII

A Reforma Gregoriana teve como principal impulsionador o Papa Gregório VII (1073–1085), ainda que tenha se iniciado alguns anos antes, sob o pontificado do Papa Leão IX (1049–1054).

## Reação ao Cesaropapismo
Tratou-se de uma reação à degeneração do clero provocada pelo Cesaropapismo, desse modo teve início um amplo conjunto de reformas que pretendia fazer com que a Igreja regressasse aos tempos primitivos de Cristo, dos Apóstolos e dos seus sucessores imediatos (vide: Igreja Primitiva).
Os principais objetivos dessa reforma foram consolidados no "Dictatus Papae", publicado pelo Papa Gregório VII, em 1075.
De acordo com esse documento, o Papa passaria a ser o Chefe Supremo e absoluto da Igreja e também teria o poder de coroar e depor monarcas. O documento também combateu a simonia e estabeleceu a obrigatoriedade do celibato.
A reforma que foi gestada e iniciada pelos eclesiásticos da Abadia de Cluny, é vista, por alguns, como a primeira grande revolução europeia.

## Recuperação da autonomia da Igreja
A Reforma deu causa à Questão das Investiduras que opôs o Papa ao Imperador do Sacro Império Romano-Germânico, não só para saber quem teria o direito de nomear os bispos nas dioceses situadas no território do Sacro Império, mas a luta de ambos pelo supremo poder político da Europa (quem tinha poder sobre quem).
Essa disputa se prolongou entre 1075 e 1122, quando foi encerrada pela Concordata de Worms, por meio da qual a Igreja ganhou maior poder na nomeação de bispos e abades nos territórios do Sacro Império.

## Revolução Papal
Alguns historiadores passaram a denominar o período compreendido entre os séculos XI e XIII, não mais apenas como Reforma Gregoriana, mas como Revolução Papal.
De acordo com esses historiadores, o processo não se restringiu ao Papa Gregório VII, pois foi promovido por outros papas que o antecederam e o sucederam, durante vários decênios.
Mais do que uma ‘reforma’, tratou-se de uma ‘revolução’ no sentido em que, além das estruturas da Igreja, resultou na reorganização do conhecimento, dos valores, das leis e das instituições de toda a sociedade europeia.
Os quatro concílios de Latrão realizados ao longo de todo o século XII e início do XIII: Latrão I (1123); Latrão II (1139); Latrão III (1179) e Latrão IV (1215), bem como o Primeiro Concílio de Lião (1245) foram o culminar de todo este processo reorganizativo da Igreja Católica na Idade Média.
Outros historiadores fazem críticas à centralização eclesiástica da chamada "era gregoriana".

## Crítica e Revisão da "Reforma Gregoriana"
Como demonstra o historiador Leandro Rust, no livro "A Reforma Papal (1050–1150): trajetórias e críticas de uma história", há décadas a compreensão a respeito da Reforma Gregoriana é alvo de críticas e revisões por parte dos historiadores. Desde os anos 1930, quando o medievalista francês Augustin Fliche assegurou o sucesso desta expressão como categoria histórica, diversos autores criticaram-na em seus aportes fundamentais. Argumentos imprescindíveis para se falar em uma "Reforma Gregoriana" foram sistematicamente questionados: as noções de uma "crise do século X" e de uma "anarquia feudal durante o século XI" foram criticadas por Gerd Tellenbach já em 1936; a partir da década seguinte, uma série de publicações dos Studi Gregoriani demonstrou a diversidade de realidades políticas e jurídicas encoberta pela abordagem generalista estruturada a partir do conceito; entre 1960 e 1990 autores como John Gilchrist, Ovidio Capitani, Harold Berman e John Howe apontaram variadas imprecisões metodológicas implicadas na ideia de uma "Reforma Gregoriana". Segundo Leandro Rust, as críticas acumuladas revelaram os diversos pressupostos característicos da realidade do Ocidente moderno projetados sobre o passado medieval, tais como uma radical separação entre clérigos e laicos, um modelo institucional centralizador, uma racionalidade jurídica anacrônica. Tais princípios unem as noções de "Reforma Gregoriana" e "Revolução Papal": 
"Ambas reduzem o passado a uma unidade taxativa, hermética, negando a positividade histórica a grupos e ações sociais que não anunciem a Modernidade industrial. No que diz respeito à sociedade da época do papa Gregório VII, a busca para restituir as experiências possíveis da condição humana, ampliando a complexidade da trajetória dos homens no tempo, passa por aceitar a possibilidade teórica de que a política papal dos séculos XI e XII não seja explicada nem como reforma, nem como revolução. Mas, sim, como uma alteridade histórica que parece ainda não ter alcançado uma identidade conceitual". 